# Fun'ya no Watamaro
Fun'ya no Watamaro o Bun'ya no Watamaro (文室綿麻呂) (765 - 6 de juny de 823) va ser un militar japonès, noble de la cort Imperial i shōgun, que va servir a començaments de l'era Heian. Va ser oficial de l'Emperador Heizei i se l'associa amb Sakanoue no Tamuramaro. Va obtenir el títol de shōgun després de la mort de Temuramaro el 813 i col·laboraria amb la pacificació de les terres dominades pels bàrbars Emishi.